# هورنی تسرکو
هورنی تسرکو (به چکی: Horní Cerekev) یک منطقهٔ مسکونی و شهرستان دارای شهرک سابقاً روستا در جمهوری چک است که در ناحیه پلهریموو واقع شده‌است. هورنی تسرکو ۱٬۸۲۹ نفر جمعیت دارد.